# Austrophytomyptera malloi
Austrophytomyptera malloi là một loài ruồi trong họ Tachinidae.